# 권오민 (바둑 기사)
권오민(權五敏, 1980년 8월 3일 ~ )은 대한민국의 바둑 기사이다. 별명은 묘수풀이의 귀재이다.

## 약력
충주 출신으로 권갑용 바둑도장에서 바둑을 공부했다. 김강근과 함께 1995년 12월 제73회 입단대회를 통해 입단했다. 1998년 제3기 박카스배 천원전 본선과 1999년 제9기 신인왕전 본선, 2001년 국수전 본선에 각각 진출했다. 2003년 제3기 오스람코리아배 신예연승최강전 본선에 올랐다. 2004년 제4기 오스람코리아배 본선과 2008년 제4기 한국물가정보배 본선에 진출했다. 2005년 4단 승단을 거쳐 2009년 7월에 5단으로 승단하였다.